# Nabila Idoughi
Nabila Idoughi (en arabe : نبيلة ادوغي), est une footballeuse internationale algérienne née le 3 novembre 1986 à Meudon évoluant au poste de défenseur,.

## Biographie

### Carrière internationale
Elle participe au Championnat d'Afrique féminin de football 2004 en Afrique du Sud.
Elle participe ensuite au championnat d'Afrique 2006 organisé au Nigeria,.

## Palmarès
Participation à 3 coupes d'Afrique
- 1er tour Championnat d'Afrique  2004
- 1er tour Championnat d'Afrique 2006

- Vainqueur du Championnat arabe féminin en 2006

## Statistiques
| Saison    | Equipe  | D2 | D2  | D2 | D3 | D3  | D3 | D3 - TF | D3 - TF | D3 - TF | D3 Finale | D3 Finale | D3 Finale | Barrage | Barrage | Barrage | CdF | CdF | CdF |
| Saison    | Equipe  | M  | Tit | B  | M  | Tit | B  | M       | Tit     | B       | M         | Tit       | B         | M       | Tit     | B       | M   | Tit | B   |
| --------- | ------- | -- | --- | -- | -- | --- | -- | ------- | ------- | ------- | --------- | --------- | --------- | ------- | ------- | ------- | --- | --- | --- |
| 2001-2002 | Bagneux |    |     |    |    |     |    |         |         |         |           |           |           |         |         |         |     |     |     |
| 2002-2003 | Bagneux |    |     |    |    |     |    |         |         |         |           |           |           |         |         |         |     |     |     |
| 2003-2004 | Bagneux |    |     |    |    |     |    |         |         |         |           |           |           |         |         |         |     |     |     |
| 2004-2005 | Bagneux |    |     |    |    |     |    |         |         |         |           |           |           |         |         |         |     |     |     |
| 2005-2006 | Bagneux |    |     |    |    |     |    |         |         |         |           |           |           |         |         |         |     |     |     |
| 2006-2007 | Bagneux | 12 | 12  | 0  |    |     |    |         |         |         |           |           |           |         |         |         |     |     |     |
| 2007-2008 | Bagneux | 18 | 18  | 0  |    |     |    |         |         |         |           |           |           |         |         |         | 3   | 3   | 0   |
| 2008-2009 | Bagneux | 11 | 9   | 0  |    |     |    |         |         |         |           |           |           |         |         |         | 1   | 1   | 0   |
| 2009-2010 | Bagneux | 18 | 18  | 0  |    |     |    |         |         |         |           |           |           |         |         |         | 1   | 1   | 0   |
| 2010-2011 | Bagneux | 21 | 20  | 0  |    |     |    |         |         |         |           |           |           |         |         |         |     |     |     |